# Наркотики в Афганистане
Наркотики в Афганистане являются крупной частью теневой экономики государства с конца 20 века.
В 2000 году на долю этого государства пришлось 70 % мирового производства опия.
С 2003 года Афганистан является мировым монополистом по производству героина. Выращиванием опийного мака занимаются не менее 3 миллионов человек. По данным экспертов УНП ООН, в 2004 году прибыль от продажи опиатов составила 2,8 миллиарда долларов США в год, что составило 60 % ВВП Афганистана. По данным на 2018 год, доля Афганистана на мировом рынке героина составляет 92 % .
В период с 2017 по 2021 год также более чем десятикратно вырос оборот синтетического наркотика метамфетамина.
После вывода войск США из Афганистана производство опиума и метамфетамина более года набирало обороты, но оборот опиума снизился на 95% с 2022 по 2023 год, с ~6200 тонн до 330 тонн.

## Терминология
- Героин — наркотическое вещество, получаемое в процессе обработки опиумного мака[8].
- Опиум — высушенный млечный сок мака, на 10 % состоит из морфина[8].
- Опиаты — наркотики, полученные из опиума[8].
- Опий-сырец — вещество, получаемое из головок мака[8].
- Прекурсор — вещество, участвующее в реакции, приводящей к образованию целевого вещества, в частности для переработки опия в героин и морфин[e].
- УНП ООН — Управление ООН по наркотикам и преступности.

## Хронология

### До 1996 года
В начале XX века на границе Российской империи силами Закаспийской и Амударьинской бригад Отдельного корпуса пограничной стражи задерживались контрабандные наркотики, в числе которых были: опиум китайского, индийского, афганского и, особенно, персидского происхождения.
В 1950-е годы Афганистан и Бирма лишились права производства опиума в легальных целях.
До середины 1970х годов выращивание и использование опиумного мака проводилось в хозяйственных и промышленных целях. В 1970х годах происходит ослабление власти Кабула, как в центре, так и на местах.
В 1970-е годы Афганистан производил от 100 до 300 тонн опиума в год, а Пакистан — до 800 тонн опиума.
По другим данным до 1979 года производство опиума, сосредоточенное в Бадахшане, колебалось в размере 200—400 тонн, что не являлось значимой цифрой. Однако в период войны 1979—1989 годов увеличиваются как посевные площади под опиумный мак, так и экспорт опиума. Антисоветские силы используют опиум для приобретения оружия, боеприпасов, вооружения, на вербовку наемников. Опиум шёл в Пакистан, а из Пакистана направлялось оружие для борьбы с советскими войсками. К моменту окончания афганской войны урожай опиума увеличился до 1000—1500 тонн.
Объём производства в Афганистане в период 1982-83 годов вырос с 300 до 575 тонн, в последующем до 875 тонн в 1987 году и 1120 тонн в 1988 году. Вывод советских войск увеличил рост производства опиума, которое в 1990-х годах перешагнуло рубеж в 2000 тонн. Причиной этого стало нежелание местных движений, таких как «Талибан», уничтожать источник дохода, а также зависимость местного населения от данного источника доходов.

### 1996—2001 год (Талибан)
Движение Талибан получало доход от пуштунской региональной мафии, которой необходимо было наведение порядка на участке Чаман-Кандагар. К 1996 году отношения между Талибаном и наркомафиозными группировками вышли на уровень, при котором наркомафия стала выплачивать талибам налог закят составлявший по неофициальным данным 10 %.
Созданное в 1994 году из нескольких десятков человек афганское движение «Талибан» к 1997 году выросло до 50 тысяч человек. По оценке ООН, в 1997 году на подконтрольной «Талибану» территории производили 96 % афганского опиума; остальное на территориях контролируемых Раббани и Дустумом. Опиум при талибах производили в 10 из 32 провинций страны — 2,2—2,3 тысяч тонн в год, что составляло 40 % мирового нелегального производства. Талибы не запрещали наркоторговлю, а кроме того брали налог за продажу опия составлявший по неофициальным данным 15—30 %.
При талибах, пришедших к власти 1996 году, наркотические посевы были увеличены на треть и сложились северный и балканский маршруты поставок героина в ЕС и Россию.
Имеются сведения, что по вопросу организации наркотрафика талибы имели контакты на межгосударственном уровне с президентом Туркмении Ниязовым. Бывший министр иностранных дел Туркменистана Авды Кулиев оценил объём наркотиков перевезенных с одобрения руководства страны в 80 тонн. Экс-глава Центробанка Туркменистана Худайберды Оразов даёт цифру в 120 тонн. В 1998 году отряд пограничников Туркмении провел операцию на афгано-туркменской границе по захвату группы наркокурьеров. По некоторым данным, после информирования Президента Ниязова об операции на границе он приказал поднять боевой вертолет и расстрелять всех, включая туркменских пограничников, с воздуха.
В 1999 году в Афганистане поставлен рекорд производства опиума в 4565 тонн.
Лидеры «Талибана» контактировали с центральноазиатскими, кавказскими, некоторыми европейскими криминальными группами. В частности в 1999—2001 годах они контактировали с албанскими кланами, оттеснившими итальянские и турецкие кланы.
Изготовление наркотиков осложнили отношения Талибана и стран НАТО, стремящихся к прокладке газопроводов из Средней Азии. В 2001 году талибы обещают запретить наркотики. По данным ООН производство с 3276 тонн опиума (2000 год) падает до 185 тонн опиума (2001 год). Влияние на производство опиума также оказала засуха. ООН проводит поверхностное инспектирование Афганистана и делает вывод о соблюдении запрета на наркотики. Однако индийский спутник обнаружил в провинциях Нангархар и Гильменд маковые поля, их доля в связи с засухой уменьшилась лишь на 30 %. Кроме того данные по конфискациям наркотиков в сопредельных странах, в том числе в России, позволяет усомниться в данных ООН за 2001 год.
Причинами, по которым Талибан решил сократить объёмы наркопроизводства, являлось внимание к данной проблеме мирового сообщества и возможность лишения гуманитарной помощи, перенасыщение рынка героином и падение его стоимости.

### 2001—2021 год
В 2001 году началась операция «Несокрушимая свобода».
Пришедшая к власти временная администрация Афганистана приняла меры против оборота наркотиков. В 2002 году вышел указ о запрете выращивания опийного мака, создано Национальное агентство по борьбе с наркотиками, выделены деньги на компенсации крестьянам уничтожившим посевы мака. Однако выделенные деньги разворовывались чиновниками. Также проявился «эффект кобры» когда компенсации зависящие от гектаров уничтоженных маковых полей побудили крестьян увеличивать посевы мака. Кампании по ликвидации опийных плантаций встретили сопротивление граждан вплоть до столкновений. Ситуация была осложнена тем, что афганское правительство не контролировало ситуацию даже в центральных провинциях страны, а международные силы не боролись с наркоторговлей. Коалиционные силы отказались от войны с наркофронтом, так как для этого им пришлось бы начинать новую кампанию уже против населения Афганистана. К тому же наркопотоки идут в Россию и в Европу и не достигают территории США. США никогда не ставили своей задачей войну с наркотиками. Единственной задачей, которой занималась США, была борьба с международным терроризмом. Россия в то же время заняла позицию активных призывов к западной коалиции по борьбе с афганским наркотрафиком.
После 2002 года страны Центральной Азии сталкиваются с увеличением объёмов поставки из Афганистана, торговлей уже обработанным героином, выросшим уровнем чистоты героина, ростом организованности и агрессивности операций по незаконному обороту наркотиков.
В конце октября 2003 года погранотряд России вступил в перестрелку 14 контрабандистами, пробовавшими переправить 900 кг наркотических средств. В ходе разбирательства выяснилось, что наркотики принадлежали сыну Нуритдина Рахмонова, брата президента Таджикистана. Республика Таджикистан выдвинула инициативу по выводу из Республики Таджикистан группы пограничных войск ФСБ РФ, которая охраняла границу с Афганистана, вывод завершён осенью 2005 года.
В 2004 году отмечались жалобы крестьян провинций Нангархар и Бадахшан на опрыскивание с неба пестицидами, что нанесло ущерб не столько опийным плантациям, сколько людям, животным и посевам сельского хозяйства.
В декабре 2004 года опубликован доклад Управления по наркотикам и преступности ООН в котором отмечалось, что в указанном году площади наркоплантаций в Афганистане были увеличены на две трети и составили рекордные 131 тысяч гектар (в 2003 году они составляли 80 тысяч гектар). Согласно данным ООН урожай опия-сырца в 2004 году составил 4 200 тонн, что эквивалентно 420 тоннам героина. Согласно же данным США на март 2005 года площади, отданные под опий составили 20 671 км², что при благоприятных условиях эквивалентно урожаю в 4 950 тонн. Наркоплантации обнаружены во всех 34 провинциях страны.
Для борьбы с наркотиками Афганистану оказывалась и материальная помощь. В 2014 году Великобритания выделила 50 миллионов долларов США, США — 127 миллионов долларов США. В 2005 году Великобритания решила выделять 100 миллионов долларов ежегодно. США в 2005 году выделил уже 780 миллионов долларов США, 123 миллиона из которых были выделены на развитие альтернативных сельхозкультур.
Несмотря на выделенную материальную помощь, высокий уровень коррупции в силовых ведомствах противодействовал борьбе с наркотиками в Афганистане. Также в администрации президента Карзая присутствовали люди связанные с наркотрафиком. Таким образом, выделенные для Афганистана материальные средства в результате коррупции разворовывались и не достигали цели. С другой стороны криминальные силы благодаря коррупции проникли в МВД Афганистана.
В 2007 году США выступали за проведение ликвидации наркопосевов с воздуха применяя химические гербициды, общий объём уничтоженных наркопосевов достиг 190 км². Уничтожение посевов не привело к снижению культивирования наркотических культур в большинстве провинций.
В 2008 году международные спонсоры выделили 18-и афганским провинциям свободным от опийного мака до 2 миллионов долларов США.
В 2010 году в Афганистане распространился грибок, частично уничтоживший посевы. Производство опия уменьшилось на 48 %, а цены поднялись на 164 %.
В 2012 году также из-за болезни растений урожай был низким. Стоимость сухого опиума в 2009 году у фермера составлял 80 долларов США/кг, в марте 2012 года — свыше 200 долларов США/кг, в мае — свыше 300 долл. США. Повышение цен ведёт к последующему увеличению посевов опиума.
В 2015 году согласно отчету УНП ООН из-за природно-климатических условий (недостатка воды и эрозии почвы) в южных и западных районах отмечалось сокращение посевных площадей и снизился объём производства наркотиков. Таким образом, главное влияние на площади наркопосевов и объёмы производства оказывают природно-климатические факторы (засуха, эрозия почвы, болезни растений и так далее).

### С 2021 года (Талибан)
Талибы вернулись к власти в августе 2021 года, новое правительство делало заявления о запрете любого выращивания опийного мака и всех растений, из которых производятся наркотические средства. Однако по данным УНП ООН, площадь посевов опийного мака в 2022 году в Афганистане увеличилась на 32 процента по сравнению с предыдущим годом и составила 233 тыс. гектаров. Объявленный запрет в апреле 2022 года на выращивание мака увеличил цены на опиум и доходы от наркоторговли более чем в три раза. Статистика УНП ООН по конфискации партий афганских наркотиков показывает, что смена афганской власти в августе 2021 года не прервало незаконный оборот опиатов. Доля Афганистана в мировом опиатном рынке составляет около 80 процентов. Из-за засухи урожайность снизилась с 38,5 кг с гектара (кг/га) в 2021 году до примерно 26,7 кг/га в 2022 году, в результате чего урожай составил 6 200 тонн. В оборот наркотиков включены афганские женщины.
Вопреки строжайшим запретам в 2022 году объемы выращивания опийного мака увеличились почти на треть на фоне резкого роста цен. В 2023 году по данным ООН, в Афганистане, одном из крупнейших в мире производителей героина и метамфетамина, проживают около четырех миллионов потребителей наркотиков, а это почти 10 процентов всего населения страны. Из расчетов ПРООН следует, что урожай мака, собранный в 2022 году, может быть переработан в 350–380 тонн героина экспортного качества с чистотой 50–70 процентов. Собранные УНП ООН данные о конфискации партий наркотиков, поступающих из Афганистана, свидетельствуют о том, что незаконный оборот опиатов с августа 2021 года, когда в стране сменилась власть, не прерывался. Афганские поставки обеспечивают опиатами около 80 процентов всех потребителей в мире. Также в Афганистане имеются крупные запасы опиума, деятельность по торговле наркотиками не прекращается.
Данные  дистанционного зондирования и отчеты с мест показывают, что  в 2023 году выращивание опиумного мака было перемещено в более отдаленные и скрытые места, включая дворы и другие закрытые территории, скрытые от глаз. Фермеры могли сделать это, чтобы избежать уничтожения своего опиумного мака и других потенциальных последствий. Кроме того, некоторые фермеры могли попытаться распределить риск уничтожения на несколько более мелких полей. 
В отличие от опиума и героина, невозможно точно оценить объем производства метамфетамина, что затрудняет понимание тенденций в производстве этого наркотика. Изъятия, произведенные в Афганистане и вокруг него в период с 2019 по первый квартал 2023 года, предполагают расширение производства метамфетамина в стране. Всего 17 стран Африки, Азии и Европы сообщили об изъятиях метамфетамина, произведенного в Афганистане в период с 2019 по 2022 год. В частности, Иран (Исламская Республика) и Пакистан сообщили, что большая часть метамфетамина, изъятого на их территории в последние годы, была отправлена из Афганистана. Тенденция изъятий метамфетамина, произведенного в странах Юго-Западной Азии, граничащих с Афганистаном, рассматривается как показатель растущей тенденции производства этого наркотика в Афганистане, что не свидетельствует о том, что в запрет 2022 г. имел большое влияние. 
Употребление наркотиков уже диверсифицировалось за последнее десятилетие, с более высокими уровнями употребления синтетических наркотиков, чем опиатов среди молодежи. Всеобъемлющие данные о торговле опиатами в странах транзита и об их немедицинском использовании на основных потребительских рынках, которые могли бы предоставить информацию о влиянии запрета на опиум в Афганистане, пока отсутствуют. 
Падение изъятий в Центральной Азии и Российской Федерации соответствует продолжающейся эволюции наркорынков в этой части мира, где больше людей употребляют синтетические наркотики и НПВ и меньше употребляют опиаты. Кроме того, резкое снижение изъятий в Восточной Европе в 2022 году может быть связано с вооруженным конфликтом на Украине и последующей корректировкой маршрутов незаконного оборота наркотиков в регионе.
По состоянию на январь 2025 год отмечается, что поставки метамфетамина в значительной степени не затронуты запретом. Средний вес изъятий метамфетамина остался относительно неизменным. Ценовые сигналы также указывают на то, что поставки в значительной степени бесперебойны. Хотя мониторинг цен на метамфетамин УНП ООН начался ближе к концу 2022 года, ежемесячные цены за килограмм в целом оставались неизменными, колеблясь около 750 долларов США. В соседнем Иране оптовые цены на метамфетамин продолжали снижаться с пикового значения около 93 000 долларов США за килограмм в 2018 году до чуть менее 17 000 долларов США (в долларах 2023 года после поправки на инфляцию) к первой половине 2024 года. Тот факт, что поставки метамфетамина, по-видимому, не ограничиваются запретом на наркотики в Афганистане, может указывать на значительные производственные мощности внутри страны, устойчивые средства производства или потенциально другое крупномасштабное производство за пределами Афганистана.

## Статистика
Производство опиума в Афганистане (оценка ООН), тонн
| 1994 год | 1995 год | 1996 год | 1997 год | 1998 год | 1999 год | 2000 год | 2001 год | 2002 год | 2003 год | 2004 год | 2005 год | 2006 год | 2007 год | 2008 год | 2009 год |
| -------- | -------- | -------- | -------- | -------- | -------- | -------- | -------- | -------- | -------- | -------- | -------- | -------- | -------- | -------- | -------- |
| 3416     | 2335     | 2248     | 2804     | 2693     | 4565     | 3276     | 185      | 3400     | 3600     | 4200     | 4100     | 5300     | 7400     | 5900     | 4000     |

| 2010 год | 2011 год | 2012 год | 2013 год | 2014 год | 2015 год | 2016 год | 2017 год | 2018 год | 2019 год | 2020 год | 2021 год | 2022 год | 2023 год | 2024 год |
| -------- | -------- | -------- | -------- | -------- | -------- | -------- | -------- | -------- | -------- | -------- | -------- | -------- | -------- | -------- |
| 3600     | 5800     | 3700     | 5500     | 6400     | 3300     | 4800     | 9000     | 6400     | 6400     | 6300     | 6800     | 6200     | 333      | 433      |

## Причины расцвета наркотиков в Афганистане
- 1. Местные силы, например движение «Талибан», не желают отказываться от доходов, которые предоставляют наркотики. Наркодоходы идут на поддержку военного противостояния[af].
- 2. Зависимость местного населения с низкими доходами от производства мака[ag]. Ситуацию усугубляет возврат беженцев. С 2002 по 2003 год в Афганистан возвратились приблизительно 3 миллиона беженцев, за 2004—2005 года ещё около 1,6 миллиона беженцев. В эти и следующие года показатели посевов мака значительно возросли. Аналогичная ситуация с возвратом беженцев и ростом производства наблюдалась после афгано-советской войны[ah].
- 3. Отсутствие рабочих мест[ai].
- 4. Преимуществом мака является неприхотливость к условиям почвы и колебаний температуры. Неприхотливость мака актуальна в условиях нехватки земли, отсутствия орошения почвы и периодических засух. Недостатком можно рассматривать значительные трудозатраты[aj]. В условиях климата Афганистана можно собирать по два-три урожая в год[ak].
- 5. Выращивание мака доходнее выращивания пшеницы на порядок, однако, корректнее сравнивать мак с садовыми культурами Афганистана, культивируемыми до войны (фисташки, цитрусовые, финики, миндаль)[al][am].

## Изготовление героина
Производство героина в глухих и труднодоступных пограничных участках на границе Пакистана и Афганистана было освоено уже к концу 1979 года. Спустя год количество нелегальных лабораторий насчитывало 22, в 1987 году их было 60.
До середины 1990-х годов примерно 100 лабораторий находились в Пакистане, однако успех талибов помог переместить лаборатории в Афганистан. В Афганистане имеется более 400-х лабораторий для переработки десятков тонн опийного сырца в сутки.
Важным элементом производства наркотиков являются прекурсоры. Прекурсоры необходимые для переработки опия в героин и морфин поставляют из Пакистана, Таиланда, Гонконга и Индии. Среди прекурсоров особую значимость имеет ангидрид уксусной кислоты, потребность которой в производстве героина от 5 до 11 тыс. тонн.

## Маршруты реализации
От Афганистана проходят разные маршруты движения наркотиков.
В восточном или пакистанском направлении наркотрафик идёт в Пакистан, далее в Индию или по морю. В 2015 году в отчете УНП ООН отмечаются увеличение объёма движения наркотиков по восточному маршруту через Западную и Восточную Африку, а также через территории Южной и Юго-Восточной Азии.
В западном или балканском направлении наркотрафик пролегает через иранские регионы Хорасан и Систан, далее Турция, Балканы. Несмотря на серьёзное противодействие иранских властей наркопоток следует в Турцию по провинциям Ыгдыр, Агри, Ван и Хаккяри. Маршрут 1: Иран — Азербайджан — Грузия — Чёрное море — Украина и/ или Болгария. Маршрут 2: Иран — Каспийское море — Российская Федерация/ Кавказ — Чёрное море — Украина и/ или Болгария. Однако усиление погранконтроля на границах Иран-Афганистан и Турция-Афганистан стало причиной использования других направлений для распространения наркотиков.
Самым значительным является северное направление наркотрафика (Средняя Азия — Россия). В 1990-х годах через Среднюю Азию, по оценкам ООН, шло ориентировочно 65 % афганских наркотиков. Гражданская война в Таджикистане сделала её главным перевалочным пунктом в маршруте наркотиков.

## Последствия
В самом Афганистане 0,5 % взрослых жителей потребляют опий и 0,1 % — героин.
Уже в 1980-е годы в СССР отметился рост зависимости от марихуаны, чему содействовала война в Афганистане, благодаря которой появились новые каналы доставки, а также советские потребители наркотиков, участники военных действий, попробовавшие наркотики на месте в Афганистане.
В 1990-х годах отмечается тренд совпадения районов незаконного производства и транзита наркотических веществ с зонами конфликтов низкой и средней интенсивности. Участники наркопроизводства прямо заинтересованы в продолжение нестабильности в регионе.
В 2005 году в странах соседствующих с Афганистаном увеличилось количество наркоманов, в Пакистане их количество превысило 4 миллиона человек, в Иране — 1,25 миллиона человек. В республиках Центральной Азии количество наркоманов выросло в три — семь раз.
Транзит наркотрафика приводит к: распространению наркомании, заболеваемости ВИЧ/СПИД, росту преступности, распространению коррупции, увеличению теневой экономики, снижению законных инвестиций, укреплению мафиозных группировок и экстремистских групп, сращиванию наркомафии и государственных структур, увеличение расходов государства не на развитие, а на борьбу с оборотом наркотиков и так далее. Таким образом, наркотрафик одновременно является экономической, политической и социальной угрозой.
По оценкам экспертов Российская Федерация потребляет 70 тонн героина (первое место), 85—90 тонн приходится на Европу, Великобритания — около 19 тонн, Италия — около 18 тонн, Франция — по оценкам, 10 тонн) и Германия — приблизительно 7 тонн. По данным ФСКН РФ в 2012 году в России до 8,5 миллиона человек принимают наркотики (около 6 % населения страны).
От употребления наркотиков в России ежегодно погибает более 30 тысяч чел, что в 2 раза больше потерь от афганской войны за 10 лет.

## Стратегия борьбы с наркотиками в Афганистане
Прямые запреты на культивирование мака показали ограниченное применение. В таких странах как Афганистан, Бирма, Лаос прямые запреты без альтернативных путей для получения дохода населением показали свою неэффективность. Такие методы как ручное или механическое уничтожение, гербициды могут привести к насилию.
ЕС в качестве альтернативы предложил выращивание шафрана, так как у него высокая стоимость и климат Афганистана благоприятен для разведения. Шафран можно применить как краситель, специя, в медицинских целях. По состоянию на 2012 год стоимость килограмма шафрана 80-100 тысяч афгани (1929 доллара США), опиума — 10 тыс. афгани (192,90 доллара США). Однако урожайность в расчёте на один акр (0,004 км²) опиума составляет 14 килограмм, шафрана — 200 грамм в первый год, 500 грамм — во второй и по 2 килограмм в следующие пять лет.
Россия не имеет рычагов для влияния на Афганистан, потому её единственная тактика это укрепление границ стран Центральной Азии с Афганистаном. Данная тактика является оборонительной и неэффективной.
Экономика, основанная на опиуме, в Афганистане широко развилась, поскольку на героин есть высокий спрос в развитых странах, и этот спрос единолично удовлетворяет Афганистан. По некоторым оценкам мировой оборот торговли наркотиков составляет 400—600 миллиардов долларов в год, то есть 8 % от объёма всей мировой торговли.

### Комментарии
1. ↑  стр.1 [1]
2. ↑  стр.1 [2]
3. ↑  стр.3 [1]
4. ↑  стр.1 [3]
5. ↑  стр.2 [1]
6. ↑  стр.3 [9]
7. ↑  стр.2 [10]
8. ↑  стр.2 [3]
9. ↑  стр.3 [10]
10. ↑  стр.3 [9]
11. ↑  стр.4 [10]
12. ↑  стр.7-8 [9]
13. ↑  стр.3-4 [11]
14. ↑  стр.7-8 [9]
15. ↑  стр.4 [10]
16. ↑  стр.4 [9]
17. ↑  стр.3-4 [11]
18. ↑  стр.7 [1]
19. ↑  стр.3 [2]
20. ↑  стр.14[15]
21. ↑  стр.4 [16]
22. ↑  стр.9 [9]
23. ↑  стр.11 [9]
24. ↑  стр.11 [1]
25. ↑  стр.2 [1]
26. ↑  стр.5 [19]
27. ↑  стр.8 [20]
28. ↑  стр.9 [20]
29. ↑  стр.13-14[15]
30. ↑  стр.6 [16]
31. ↑  стр.14 [20]
32. ↑  стр.4 [10]
33. ↑  стр.4 [10]
34. ↑  стр.2 [19]
35. ↑  стр.7 [1]
36. ↑  стр.7-8 [10]
37. ↑  стр.2 [2]
38. ↑  стр.7-8 [10]
39. ↑  стр.7 [1]
40. ↑  стр.3 [1]
41. ↑  стр.3 [2]
42. ↑  стр.2 [1]
43. ↑  стр.4 [2]
44. ↑  стр.6 [10]
45. ↑  стр.3 [1]
46. ↑  стр.6 [10]
47. ↑  стр.6 [10]
48. ↑  стр.6 [10]
49. ↑  стр.8 [1]
50. ↑  стр.9 [9]
51. ↑  стр.3 [1]
52. ↑  стр.5-7 [3]
53. ↑  стр.3 [2]
54. ↑  стр.9 [10]
55. ↑  стр.16[15]